# ヴィクター・キリアン
ヴィクター・キリアン（Victor Arthur Kilian、 1891年3月6日 - 1979年3月11日）は、アメリカ合衆国の元俳優である。彼は1950年代に映画会社の重役たちによって、ハリウッド・ブラックリストの一員に挙げられた人物だった。

## 生涯
ニュージャージー州生まれ。18歳のときヴォードヴィルの一座に加わってその経歴をスタートさせた。1920年代の半ばにはブロードウェイで演劇に出演し、1920年代が終わる頃には映画界入りを果たした。その後約20年間、彼は性格俳優として、映画『トムソーヤーの冒険』（1938年）の保安官役のような脇役や端役を多く演じて成功を収めた。キリアンがしばしば演じたのは悪役であり、1942年の映画撮影でジョン・ウェインと乱闘シーンを演じているときに、彼は眼に重傷を負い、片目を失うことを余儀なくされた。
1950年代、赤狩りの時期にキリアンは彼の政治的信条によりハリウッド・ブラックリストに挙げられ、映画への出演ができなくなったため、舞台に復帰して生活の糧を得ていた。赤狩りの終焉後、キリアンはテレビドラマシリーズへのゲスト出演を始めた。テレビドラマでの最もよく知られた役柄はドラマ『メアリー・ハートマン、メアリー・ハートマン』（en:Mary Hartman, Mary Hartman、1976年）のラーキンお祖父ちゃんである。
私生活において、キリアンは46年にわたってデイジー・ジョンソンと連れ添ったが、その結婚生活は1961年のデイジーの死によって終わった。キリアンはハリウッドのアパートメントで単身で暮らしていたが、1979年、88歳のときに強盗の被害に遭い、殴打されたことが原因で死亡した。キリアンはロサンゼルスのウエストウッド・メモリアルパークに埋葬された。

## 主な出演作品

### 映画
- 『港に異常なし』 Riffraff（1935年）
- 『深夜の出来事』 Bad Boy（1935年）
- 『粋な紐育っ子』 The Music Goes Round（1936年)
- 『第七天国』 Seventh Heaven（1937年）
- 『トム・ソーヤの冒険』 The Adventures of Tom Sawyer（1938年）
- 『コンドル』 Only Angels Have Wings（1939年）
- 『ヴァジニアの血闘』 Virginia City（1940年）
- 『白昼の決闘』 Duel in the sun（1946年）
- 『紳士協定 (映画)』 Gentleman's Agreement（1947年）
- 『西部の怒り』 The Showdown（1950年）

### テレビ
- 『猿の惑星』テレビドラマ版（en:Planet of the Apes (TV series)）第5話『遺産』The Legacy（1974年）
- 『ガンスモーク』（en:Gunsmoke）20シーズン第8話（1974年）
- 『メアリー・ハートマン、メアリー・ハートマン』（1976年）